# Lucas & Steve
Lucas & Steve je nizozemské hudební duo pocházející z města Maastricht a tvoří jej Lucas de Wert a Steven Jansen, kteří se dali dohromady v roce 2010 a zabývají se především žánry jako je House nebo Future House. V letech 2010 až 2014 jejich tvorba vycházela pod nejrůznějšími vydavatelstvími jako např. Housepital Records, HotFingers nebo Zulu Records, poté se v prosinci 2014 natrvalo usadili pod Spinnin' Records, kde nejdříve vydávali pod menší sesterskou Spinnin' Deep a v polovině 2016 přešli kompletně pod samotné Spinnin' Records. Mezi jejich největší počiny patří hlavně Summer on You s Samem Feldtem vydaná v červnu 2016 a předělávka slavného tracku On The Move od Barta Claessena (aka Barthezz) s názvem Up Till Dawn (On the Move) vydaná koncem dubna 2017.
V Česku Lucas & Steve vystoupili prozatím dvakrát, poprvé 23. listopadu roku 2018 v ostravském nočním klubu Fabric a podruhé 8. prosince téhož roku v pražském nočním klubu Epic.